# 汪小敏
汪小敏（英語：Tracy Wang，1992年10月1日—），中國歌手、演員、壮族，出生於中國廣西壯族自治區南寧市，畢業於四川音乐学院。2011年於獲得青海卫视選秀節目《花儿朵朵》总冠军後出道，2013年於中央電視台選秀節目《直通春晚》勝選，並登上央視春晚。

## 主要经历
汪小敏1992年出生于中國广西壮族自治区南宁市一个普通家庭，父為外省軍人，母為壯族。
2011年9月，她考入四川音乐学院流行演唱系，同年獲得青海卫视《花儿朵朵》全国总冠军，后签约种子音乐出道。
2012年8月，她发行個人首张專輯《寶貝女孩》，并入围中国歌曲排行榜「年度最佳新人」和「年度最受欢迎新人」两项大奖。同年9月，其参加「南宁国际民歌节艺术节」开幕式，和歌手胡夏演唱藝術節主题曲《歌声闪亮》。同年11月，代表青海卫视参加中央電視台《直通春晚》。
2013年8月获得广西卫视《一声所爱·大地飞歌》全国总冠军。同年9月，再度參加「南宁国际民歌艺术节」。同年12月代表广西壮族自治区参加中央电视台《直通春晚》，並晋级最终4强，登上2014年《央視春晚》。
2014年2月參加《中央电视台元宵晚会》。
2015年1月，发行首張EP《空》，歌曲《空》為台湾電視劇《听见幸福》片尾曲。同月出演电视剧《动漫英雄》女主角Coco。

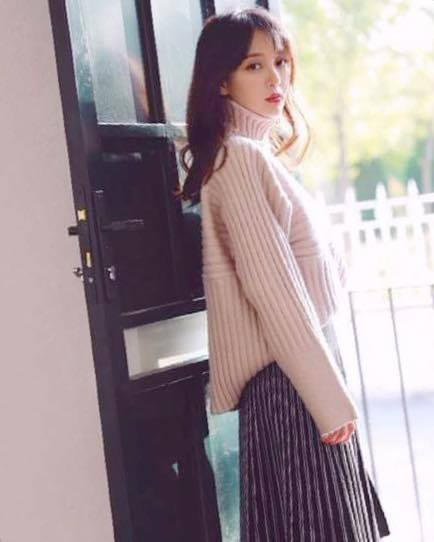
汪小敏於2016年宣傳活動

2016年2月再度登上《央視春晚》，表演節目《在你伟大的怀抱里》。同年4月與歌手平安合唱歌曲《小梦想大梦想》，並获得全球中文音乐榜上榜周冠军。同年5月发行单曲《爱自己》，並参加「为爱Hi跑」公益活动，参与领跑。同年6月與歌手胡夏合办「毕业季献礼音乐会」；同月主演網絡電影《行李箱里的少女》，并演唱主题曲《六角菱镜》。同年7月举办「酷狗明星玩唱会——汪小敏私房Show」。同年10月參加網絡綜藝節目《我要上蒙面》，化身「维纳斯的神秘圍笑」，飾演歌手周杰伦音乐剧《不能说的秘密》女主角路小雨。
2017年替網劇《顫抖吧，阿部!》演唱插曲《Waiting for you》、愛奇藝自製網劇《你好舊時光》主題插曲《風》，並與柯有倫一起合唱甜蜜情歌《巧柯力》，以及梁根榮合唱《Missing U》。
2018年參與戲劇《三國機密之潛龍在淵》演出，飾演甄宓，並替多部戲劇演唱OST，有OST女王之稱，2018年東方衛視年度大劇《天盛長歌》主題曲《心機》、網劇 《單戀大作戰》片頭曲《離心力》、電視劇《紅塵輾》插曲《獨孤天下》、電視劇《初遇光年之外》片頭曲《我的夢》。
2019年演唱湖南衛視開年大劇《大明風華》主題插曲《當時已惘然》、江蘇衛視年度收視冠軍電視劇《都挺好》主題插曲《誰也不知道》。
2020年推出第二張EP「怕水的魚」，首次挑戰歌曲創作，挑戰作曲《怕水的魚》、《小南山》，她認為籌備過程就像是找尋自我的過程，她認為找尋自我變成了這張專輯最大的精神核心，過程有些煎熬，有一些突破舒適圈的表達，希望大家能從這風格迥異的幾首歌中，感受到她不同的情緒表達和心理狀態！」展現其音樂實力，並參與真人秀節目「蜜食記」第六季錄影，與其它來賓一起走訪中國5個城市，有城市獵奇也有田園體驗，她本身就是一個旅行愛好者，相當能參與體驗不同地方的美食和人文，很有意義。她也持續替戲劇演唱OST，《鬥破亂世情》戲劇原聲帶中的《蟬衣》、《這就生活》電視劇插曲
《三言兩語》。
2021年受邀出演各大節目，1月上節目「蒙面唱將猜猜猜」;2月上節目「百變大咖秀」演唱歌曲;3月上節目「天賜的聲音」，與胡彥斌演唱洗牌，用心演繹各式歌曲。戲劇方面，電視劇《玲瓏》上檔，客串飾演錦兒一角，演出射雕英雄傳之九陰白骨爪電影飾演馮蘅。8月上《流淌的歌聲》第三季節目當嘉賓，用她的風格重新演繹經典歌曲。演唱射雕英雄傳之九陰白骨爪電影主題曲ft.音訊怪物《流年》。
2022年參與《天賜的聲音》和《全球中文音樂榜上榜》節目出演。

## 音乐作品

### 专辑
| 序號 | 专辑名称     | 专辑类型   | 发行公司 | 发行日期       | 专辑曲目 |
| ---- | ------------ | ---------- | -------- | -------------- | --- |
| 1    | 《宝贝女孩》 | 錄音室專輯 | 种子音乐 | 2012年8月28日  | 曲目 1. 灿烂的美好 2. Baby Girl（MV） 3. 你在等什么 4. 没你的周末（MV） 5. 灯塔 6. 不爱了 7. 我会微笑 8. 浪漫的问号 9. 专属宝座 10. 画你 |
| 2    | 《空》       | 迷你專輯   | 种子音乐 | 2014年12月30日 | 曲目 1. Dreamer（MV） 2. 被寂寞加为好友（MV） 3. 不枉（MV） 4. 空（MV） 5. One Day（feat. 曹格）                                         |
| 3    | 《怕水的魚》 | 迷你專輯   | 种子音乐 | 2020年11月17日 | 曲目 1. 逆（MV） 2. 怕水的魚（MV） 3. 裝色（MV） 4. 失語人 5. 小南山                                                                     |

### 单曲
| 發行日期       | 歌曲名稱                       | 备注                                             |
| -------------- | ------------------------------ | ------------------------------------------------ |
| 2012年1月5日   | 《不会忘记》                   | 收录于2011「花儿朵朵」全国10强合辑《花开的声音》 |
| 2012年9月21日  | 《歌声闪亮》（feat. 胡夏）     | 2012年「南宁国际民歌艺术节」主题曲               |
| 2013年4月7日   | 《再也不見》                   |                                                  |
| 2016年5月      | 《小梦想大梦想》（feat. 平安） |                                                  |
| 2016年5月6日   | 《愛自己》                     |                                                  |
| 2016年10月19日 | 《六角菱鏡》                   | 網路電影《行李箱裡的少女》主題曲                 |
| 2017年         | 《Waiting for you》            | 網劇《颤抖吧，阿部!》插曲                        |
| 2017年         | 《巧柯力》 （feat. 柯有倫）    |                                                  |
| 2017年         | 《風》                         | 愛奇藝自製網劇《你好舊時光》主题插曲             |
| 2017年         | 《Missing U》（feat. 梁根榮）  |                                                  |
| 2018年         | 《心機》                       | 東方衛視年度大劇《天盛長歌》主題曲               |
| 2018年         | 《離心力》                     | 網劇 《單戀大作戰》片頭曲                        |
| 2018年         | 《獨孤天下》                   | 電視劇《红尘辗》插曲                             |
| 2018年         | 《我的夢》                     | 電視劇《初遇光年之外》片頭曲                     |
| 2019年         | 《誰也不知道》                 | 江蘇衛視年度收視冠軍电视剧《都挺好》主題插曲     |
| 2019年         | 《當時已惘然》                 | 湖南衛視開年大劇《大明風華》主題插曲             |
| 2019年         | 《Possibilities & More》       | 【普源精電 RIGOL】企業主題曲                     |
| 2020年         | 《蟬衣》                       | 《鬥破亂世情》戲劇原聲帶                         |
| 2020年         | 《三言兩語》                   | 《這就生活》電視劇插曲                           |
| 2020年         | 《 流年》                      | 射雕英雄傳之九陰白骨爪電影主題曲ft.音訊怪物      |

## 影视作品

### 电影
- 2016年 《行李箱的少女》
- 2016年 《蝴蝶公墓》
- 2016年 《世事难料》
- 2018年 《多乐路》

### 微电影
- 2013年 《马笔剑人》

### 电视剧
- 2016年 《动漫英雄春季版》
- 2018年 《三国机密之潜龙在渊》饰 甄宓
- 2019年 《趁我们还年轻》
- 2021年 《玲珑》饰 錦兒(客串)

### 主持
- 2014年3月-9月 广西卫视《大地飞歌》（嘉宾主持）
- 2014年5月-6月 腾讯视频《寻找好声音》（嘉宾主持）

### 節目參與
- 2011年11月3日 北京 做客《騰訊微博-微訪談》花兒冠軍汪小敏個人專訪
- 2011年12月9日 北京 做客《新浪-嘉賓聊天》
- 2011年12月27日 山東濟南 錄製山東衛視《歌聲傳奇》節目
- 2012年1月4日 湖南長沙 錄製青海衛視《完美先生》節目
- 2012年1月9日 北京 錄製北京衛視BTV網絡春晚
- 2012年1月11日 山東濟南 錄製山東衛視《歌聲傳奇》節目
- 2012年08年06日 北京 錄製網絡節目《熬夜那點事兒》
- 2012年8月17日 湖南長沙 擔任2012花兒朵朵全國總決賽7進6助唱嘉賓
- 2012年9月10日 北京 做客3G門戶娛樂頻道專訪
- 2012年9月18日 山西永濟 錄製CCTV15-中秋晚會
- 2012年10月19日 四川成都 做客岷江音樂FM955
- 2012年10月25日 北京 錄製雲南衛視《音樂現場》節目
- 2012年10月30日 北京 央視《直通春晚2012》節目啟動儀式 參賽選手
- 2012年11月4日 北京 央視《直通春晚2012》節目開場秀 參賽選手
- 2012年11月11日 北京 央視《直通春晚2012》節目PK賽-第一場參賽選手
- 2012年11月24日 湖南長沙 錄製湖南衛視《越淘越開心》節目
- 2012年11月29日 山東濟南 錄製山東衛視《歌聲傳奇》節目
- 2013年1月1日 北京 錄製旅遊衛視《音樂心旅程》節目
- 2013年1月7日 北京 錄製CCTV-3《天天把歌唱》節目
- 2013年1月11日 北京 錄製CCTV-7《2013農民網絡春晚》
- 2013年1月15日 北京 擔任央視電影頻道新春電影音樂會嘉賓
- 2013年1月22日 北京 錄製央視節目《最美除夕夜》節目
- 2013年1月28日 北京 錄製央視節目《一起音樂吧》節目
- 2013年2月1日 廣西南寧 錄製廣西衛視2013年春晚
- 2013年5月20日 廣西南寧 錄製廣西衛視2013年一生所愛大地飛歌
- 2013年5月20日-08月31日，期間在廣西南寧參加《大地飛歌》比賽最後獲得總冠軍
- 2013年12月28日 北京 中央電視台-音樂頻道《2013全國年度十大新銳歌手演唱會》
- 2014年1月4日 北京 CCTV-1《2013直通春晚》全國18進10比賽直播
- 2014年1月9日 北京 CCTV-1《2013直通春晚》全國10強抽籤儀式
- 2014年1月11日 北京 CCTV-1《2013直通春晚》全國10進6比賽直播
- 2014年1月12日 廣西南寧 錄製廣西電視台《春節聯歡晚會》
- 2014年1月18日 北京 CCTV-1《2013直通春晚》全國6進4比賽直播，成功晉級上2014年央視春晚
- 2014年1月30日 北京 CCTV-1《2013年央視春晚》直播表演嘉賓
- 2014年2月15日 北京 CCTV-1《2014年元宵晚會》演唱嘉賓
- 2014年3月20日 北京 錄製央視4套《中國文藝之春晚故事》
- 2014年3月22日 北京 錄製央視3套《我要上春晚之火鍋傳奇》
- 2014年4月26日 北京 芒果TV汪小敏獨家專訪
- 2014年5月7日 河北唐山 錄製騰訊視頻的原創節目《尋找好聲音》
- 2014年5月10日 安徽合肥 錄製安徽衛視《我為歌狂》
- 2014年5月29日 北京 錄製中央電視台《我的中國夢-孝和中國》特別節目
- 2014年6月15-25日 北京 主持騰訊視頻《尋找好聲音》欄目
- 2014年6月27日 廣西南寧 錄製中泰青春偶像"美麗2014"《中泰歌會》
- 2014年9月8日 湖南長沙 參加湖南衛視《湖南衛視中秋晚會》
- 2014年12月23日 北京 錄製中央電視台音樂頻道《全球中文音樂榜上榜》
- 2015年2月8日 北京 錄製雲南衛視《音樂現場》
- 2015年2月9日 北京 錄製旅遊衛視《美麗俏佳人》
- 2015年2月10日 福州 錄製東南衛視《好好學習吧》
- 2015年2月12日 石家莊 錄製河北衛視《中華好民歌》
- 2015年3月9日 北京 網易娛樂《明星訪談-汪小敏專欄》
- 2015年3月13日 北京 捕夢網《明星專訪》採訪
- 2015年3月14日 南寧 錄製廣西綜藝頻道「快樂星挑戰」節目
- 2015年3月29日 台北 《ETtoday東森新聞雲》專訪
- 2015年3月30日 長沙 湖南娛樂頻道《MTV天籟村》專訪主打星
- 2015年3月31日 北京 搜狐網《新聲報導》專訪
- 2019年2月5日 參與江蘇衛視春節晚會
- 2020年1月    再次參與江蘇衛視春節晚會
- 2020年 浙江衛視《天賜的聲音》
- 2020年 江蘇衛視《嗨唱轉起来》》、《金曲捞》、《2019/2020春节联欢晚会》、《2020年元宵晚会》
- 2020年 《蜜食記》》第六季
- 2021 年1月節目《蒙面唱將猜猜猜》
- 2021 2月節目《百變大咖秀》
- 2021 3月節目《天賜的聲音》
- 2021 8月節目《流淌的歌聲》第三季
- 2022 節目《天賜的聲音》
- 2022 節目《流淌的歌聲》

## 奖项
- 2011年12月25日 青海卫视「花儿朵朵」全国年度总冠军
- 2013年1月25日 中国音乐先锋榜「年度先锋新人奖」
- 2013年3月1日 「劲歌王金曲金榜全球华人乐坛年度音乐盛典」最佳新人奖[8]
- 2013年8月21日 广西卫视「一声所爱.大地飞歌」全国总冠军[9]
- 2013年12月18日 中央电视台「2013全国年度十大新锐歌手」（汪小敏、胡夏、张芸京、洪辰、苏妙玲、武艺、李炜、平安、张玮、张赫宣）
- 2014年1月18日 中央电视台「直通春晚」全国终极年度季军。
- 2014年8月2日 安徽卫视「我为歌狂」最具舞台魅力歌手奖
- 2015年1月 环球总评榜「年度人气歌手奖」
- 2016年1月 廣東電視台「麥王爭霸」殿軍

## 比赛历程

### 花儿朵朵
参加2011青海卫视《花儿朵朵》全国歌唱比赛所演唱的歌曲
| 比赛日期       | 歌曲名稱                                             | 比赛主题                        |
| -------------- | ---------------------------------------------------- | ------------------------------- |
| 2011年7月2日   | 《你是爱我的》                                       | 南宁海选                        |
| 2011年7月12日  | 《征服》                                             | 南宁预选300进100                |
| 2011年7月19日  | 《白天不懂夜的黑》                                   | 南宁初赛100进50                 |
| 2011年7月26日  | 《玫瑰玫瑰我爱你》                                   | 南宁复赛50进20                  |
| 2011年8月2日   | 《夜太黑》                                           | 南宁决赛20进10                  |
| 2011年8月20日  | 《荒唐》                                             | 全国双城PK赛，南宁VS西宁        |
| 2011年9月23日  | 《我用所有报答爱》                                   | 全国总决赛第一场12进11          |
| 2011年10月1日  | 《打起手鼓唱起歌》                                   | 全国总决赛第二场 11+5进10踢馆赛 |
| 2011年10月7日  | 《远方》                                             | 全国总决赛第三场10进9           |
| 2011年10月14日 | 《她说》《千千阙歌》                                 | 全国总决赛第四场9进8            |
| 2011年10月21日 | 《macavity》《让一切随风》                           | 全国总决赛第五场8进7            |
| 2011年10月28日 | 《浮夸》《我不难过》                                 | 全国总决赛第六场7进6            |
| 2011年11月4日  | 《哭了》                                             | 全国总决赛第七场6进5            |
| 2011年11月11日 | 《Beauty and the beast》《Open your eyes》《李香兰》 | 全国总决赛第八场5进4            |
| 2011年11月18日 | 《天冷就回来》《呐喊》《Over the rainbow》           | 全国第九场4进3                  |
| 2011年11月25日 | 《Eyes like you》《海阔天空》《心战》《失落沙洲》    | 全国第十场3进1                  |

### 直通春晚
参加央视《2012直通春晚》全国精英新秀比赛演唱歌曲
| 比赛日期       | 歌曲名稱                   | 比赛主题                           |
| -------------- | -------------------------- | ---------------------------------- |
| 2012年11月4日  | 《江南Style》              | 青海卫视《花儿朵朵》代表队团体show |
| 2012年11月11日 | 《不见不散》《一样的月光》 | 全国精英36进18，被淘汰             |

参加央视《2013直通春晚》全国精英新秀比赛演唱歌曲
| 比赛日期      | 歌曲名稱                         | 比赛主题 | 结果                                 |
| ------------- | -------------------------------- | -------- | ------------------------------------ |
| 2014年1月4日  | 《藤缠树》                       | 18进10   | 分数第一，人气第三，晋级             |
| 2014年1月11日 | 《身骑白马》《逆光》《失落沙洲》 | 10进6    | 分数第四，人气第四，晋级             |
| 2014年1月18日 | 《天堂》《白月光》《带我到山顶》 | 6进4     | 分数第四，人气第三，获得第三名上春晚 |

## 演唱会
| 名称                            | 日期           | 城市 | 場館                     | 備註         |
| ------------------------------- | -------------- | ---- | ------------------------ | ------------ |
| F·PLUS乐范迷你音乐会            | 2015年10月30日 | 北京 | 汇源空间                 | 与关诗敏合办 |
| 乐范+52 Mini Concert            | 2016年6月17日  | 北京 | 糖果TANGO                | 与胡夏合办   |
| 「汪小敏的私房秀」酷狗玩唱会    | 2016年7月2日   | 北京 | 来福LiveHouse            |              |
| 「爱自己的第N种方式」巡回演唱会 | 2023年9月16日  | 上海 | 蜚声上海PHASE LIVE HOUSE |              |
| 「爱自己的第N种方式」巡回演唱会 | 2024年1月19日  | 深圳 | B10现场                  |              |
| 「爱自己的第N种方式」巡回演唱会 | 2024年1月21日  | 珠海 | 珠海乐坊Livehouse        |              |
| 「爱自己的第N种方式」巡回演唱会 | 2024年1月26日  | 广州 | SDlivehouse              |              |
| 「爱自己的第N种方式」巡回演唱会 | 2024年1月28日  | 南宁 | 侯鹏现场Hopelive         |              |

## 演艺通告

### 大型晚会
- 2014年9月16日 广西卫视《2014年南宁民歌节》
- 2014年9月8日 湖南卫视《中秋晚会》
- 2014年9月7日 中央电视台-音乐频道(CCTV-15)《中秋晚会》
- 2014年6月27日 广西卫视、泰国国家电视台“中泰青春偶像"美丽2014"《中泰歌会》”
- 2014年5月30日 香港青年音乐节群星演唱会
- 2014年2月15日 中央电视台-综合频道(CCTV-1)《2014年元宵晚会》演唱嘉宾，演唱《好运来》
- 2014年1月30日 中央电视台-综合频道(CCTV-1)《2014年春节晚会》演唱嘉宾，演唱《站在高岗上》
- 2013年12月28日 中央电视台-音乐频道(CCTV-15)《“光荣绽放”2013全国年度十大新锐歌手演唱会》
- 2013年9月20日 广西卫视“大地飞歌 2013南宁国际民歌艺术节”
- 2013年9月7日 2013年北海群星闪耀之夜演唱会
- 2013年1月15日 中央电视台-电影频道(CCTV-6)《新春电影音乐会》表演嘉宾
- 2013年1月22日 中央电视台-综合频道(CCTV-1)《最美除夕夜》晚会表演嘉宾
- 2013年1月11日 中央电视台-军事农业频道(CCTV-7)《2013农民网络春晚》
- 2013年2月1日 广西卫视《2013蛇年春晚》表演嘉宾
- 2013年9月4日 2013南宁国际民歌艺术节表演嘉宾
- 2012年1月7日 北京“龙腾十年 环球盛典”表演嘉宾
- 2012年1月9日 北京卫视“BTV网络春晚”表演嘉宾
- 2012年2月25日 2012南宁“花花大世界桃花节”演唱会表演嘉宾
- 2012年6月22日 大连“潮人音乐节”表演嘉宾
- 2012年9月18日 中央电视台-音乐频道(CCTV-15)《2012年中秋晚会》表演嘉宾
- 2012年9月21日 2012南宁国际民歌节艺术节开幕式嘉宾，与胡夏合唱民歌节主题曲《歌声闪亮》
- 2012年10月28日 2012年度中歌榜颁奖典礼表演嘉宾
- 2012年12月5日 2012年度时尚先生盛典嘉宾
- 2012年12月14日 2012搜狐财智公益盛典嘉宾
- 2012年12月29日 2012年度中歌榜颁奖盛典嘉宾
- 2012年12月30日 代表壮族参加中央电视台-音乐频道《“光荣绽放”2012全国年度十大少数民族歌手演唱会》
- 2011年7月28日 第四届南宁大学生音乐节嘉宾
- 2011年12月31日 温州电视台《跨年演唱会》嘉宾

### 综艺节目
1. 旅游卫视《音乐心旅程》《美丽俏佳人》
2. CCTV-3《天天把歌唱》
3. CCTV-1《最美除夕夜》《孝和中国》《七夕歌会》
4. CCTV-15《一起音乐吧》《全球中文音乐榜上榜》
5. 青海卫视《完美先生》《花儿朵朵听》
6. 山东卫视《歌声传奇》
7. 云南卫视《音乐现场》
8. 湖南卫视《越淘越开心》
9. 星空卫视《LADY GUAGUA》
10. 广西卫视《大地飞歌》《中泰歌会》《走南闯北广西人》《快乐星挑战》
11. 安徽卫视《我为歌狂》 《熙游记》
12. 安徽廣播電視台《蜜食記》
13. 东南卫视《好好學習吧》
14. 河北卫视《中華好民歌》
15. 台湾八大综合台《娱樂百分百》
16. 湖南衛視《天天向上》/《金鷹節開幕式晚會》/《嗨唱轉起來》
17. 芒果tv《我是歌手踢館賽》
18. 廣東衛視《劳动号子》
19. 樂視視頻《蒙面唱將猜猜猜》
20. 江苏卫视《不凡的改变》/《嗨唱起来》/《金曲捞》/《2019/2020春节联欢晚会》/《2020年元宵晚会》
21. 浙江卫视《天赐的声音》